# 長島要一
長島 要一（ながしま よういち、1946年 - ）は、デンマーク文学者、比較文学者、コペンハーゲン大学特任教授。

## 人物・来歴
東京生まれ。1973年コペンハーゲン大学卒、78年同大学院修士課程修了、1982年博士課程修了、Ph.D。1980年コペンハーゲン大学アジア研究所講師、85年助教授、86年準教授、教授、異文化研究・地域研究所DNP特任研究教授。日本・デンマーク関係史のほか、森鷗外研究、アンデルセンの翻訳をおこなう。第3回森鴎外記念会賞受賞、2002年コペンハーゲン大学最優秀教師賞を受賞。2020年、外務大臣表彰を授与され、2025年4月には春の叙勲で瑞宝双光章を受章した。

## 著書
- 『森鴎外の翻訳文学 「即興詩人」から「ペリカン」まで』至文堂 1993
- 『明治の外国武器商人 帝国海軍を増強したミュンター』中公新書 1995
- 『森鴎外 文化の翻訳者』岩波新書 2005
- 『日本・デンマーク文化交流史 1600-1873』東海大学出版会 2007
- 『大北電信の若き通信士 フレデリック・コルヴィの長崎滞在記』長崎新聞新書 2013
- 『ニールス・ボーアは日本で何を見たか　量子力学の巨人、一九三七年の講演旅行』平凡社 2013
- 『明治の国際人・石井筆子　デンマーク女性ヨハンネ・ミュンターとの交流』新評論 2014
- 『大正十五年のヒコーキ野郎　デンマーク人による飛行新記録とアジア見聞録』原書房 2016
- 『デンマーク文化読本　日本との文化交流史から読み解く』丸善出版 2020.10

### 翻訳
- エドゥアルド・スエンソン『江戸幕末滞在記』新人物往来社 1989　
  - 『江戸幕末滞在記  若き海軍士官の見た日本』講談社学術文庫 2003
- ヴィシェスラフツォフ『ロシア艦隊幕末来訪記』新人物往来社 1990
- 「あなたの知らないアンデルセン」評論社

『影』2004
『人魚姫』2005
『母親』2005
『雪だるま』2005
- ヤンネ・テラー『人生なんて無意味だ』幻冬舎 2011
- 『カール・ニールセン自伝 フューン島の少年時代　デンマークの国民的作曲家』彩流社 2015
- カール・スコウゴー＝ピーターセン『デンマーク人牧師がみた日本　明治の宗教指導者たち』思文閣出版 2016
- イェンゼン『王の没落』岩波文庫 2021.4

## 脚註
1. ↑  第31回日本翻訳出版文化賞受賞とあるが確認できない。
2. ↑  “長島要一コペンハーゲン大学名誉教授への外務大臣表彰授与”. 在デンマーク日本国大使館. (2020年11月16日) 2025年5月5日閲覧。
3. ↑  “令和7年春の叙勲 瑞宝章 在外受章者” (PDF).  内閣府 (2025年4月29日). 2025年5月5日閲覧。

## 参考
- [ISBN　978-4-582-74518-4]
- 『現代日本人名録』2002年